# Rastrophyllum
Rastrophyllum es un género de plantas fanerógamas de la familia de las asteráceas. Comprende dos especies descritas y aceptadas.

## Taxonomía
El género fue descrito por Wild & Pope y publicado en Kirkia 10: 325. 1977.

## Especies aceptadas
A continuación se brinda un listado de las especies del género Rastrophyllum aceptadas hasta septiembre de 2012, ordenadas alfabéticamente. Para cada una se indica el nombre binomial seguido del autor, abreviado según las convenciones y usos.
- Rastrophyllum apiifolium M.G.Gilbert
- Rastrophyllum pinnatipartitum Wild & G.V.Pope